# My World (Emigrate)
«My World» es una canción de la banda neoyorquina de metal industrial Emigrate, proyecto paralelo de Richard Z. Kruspe, cofundador y guitarrista de Rammstein, del cual salió como parte del soundtrack "Resident Evil: Extinction". Se estrenó el 2 de agosto del 2007 en la MTV alemana a las 11:05 h.

## Música
La canción es un metal industrial como la mayoría de las canciones del disco, y tiene influencias notables del punk rock y otros subgéneros del metal como el thrash metal.

## Vídeo
El video muestra a la banda interpretando la canción encima de una especie de cubo proyectado como imagen holográfica mientras se muestran escenas breves de la película Resident Evil: Extinction, sólo que la alineación es un tanto diferente, ya que Joe Letz (baterista de Combichrist) reemplaza a Henka Johansson en la batería, Margaux Bossieux (Dirty Mary) se le ve en la posisción de guitarrista rítmica y Arnaud Giroux en el bajo.

## Personal
Esta lista corresponde  a la formación original con sus verdaderos puestos:
- Richard Z. Kruspe: Voces y Guitarra Principal
- Olsen Involtini: Guitarrista Rítmico
- Arnaud Giroux: Bajista
- Henka Johansson: Baterista

- Datos: Q3868920